# Bandera d'Algèria
La bandera d'Algèria consta de dos pals verticals d'igual amplada, verd i blanc, carregada al centre amb un creixent lunar i estrella vermell. La bandera va ser adoptada el 3 de juliol de 1962. Una versió similar va ser utilitzada pel govern algerià a l'exili de 1958 a 1962.

## Simbolisme
La bandera pretén posar en valor el patrimoni cultural de l'estat; hi ha diverses interpretacions dels seus elements. Segons Malek Chebel, el verd representa l'islam i la puresa blanca. Per a Pierre Lux-Wurm, el verd i el blanc evoquen les primeres banderes de l'islam, de l'època del profeta Mahoma. La mitja lluna i l'estrella es poden veure, respectivament, com a símbols de llum periòdica i llum permanent. Segons Khaled Merzouk, el pal color verd representa la vegetació (terra i agricultura). El blanc representa la pau. La mitja lluna i l'estrella vermella són símbols musulmans. L'estrella representa més concretament els cinc pilars de l'Islam. Benjamin Stora també avança que, originàriament, els tres colors de la bandera representaven els tres països del Magrib i la unió nord-africana.

## Construcció i dimensions

Plantilla de construcció de la bandera.

### Colors
Les especificacions aproximades de color són:
| Model de color | Verd        | Blanc         | Vermell     |
| -------------- | ----------- | ------------- | ----------- |
| Pantone        | 356C        | Blanc         | 186C        |
| CMYK           | 100-0-50-60 | 0-0-0-0       | 0-92-75-18  |
| RGB            | 0, 102, 51  | 255, 255, 255 | 210, 16, 52 |
| HTML           | #006633     | #FFFFFF       | #D21034     |